# Киевская агломерация
Ки́евская агломера́ция (укр. Київська агломерація) — моноцентрическая городская агломерация с ярко выраженной поясно-секторальной структурой,, сформировавшаяся вокруг г. Киева преимущественно в период УССР. Агломерация имеет радиальную надобластную структуру. Несмотря на лидерство по ряду показателей в пределах Украины, агломерация имеет довольно низкий уровень вовлеченности в глобальные культурно-экономические процессы. Административно в её состав входит вся территория города Киева и часть территории Киевской области. Население «большой» Киевской агломерации в пределах трехчасовой доступности центра — около 7,2 млн человек. Вместе с Киевом (2,9 млн) и полосы двухчасовой доступности (2,5 млн) население Киевской агломерации в более консервативной интерпретации составляет порядка 5,4 млн, из которых 3,3 млн — собственно городское население. Это единственная миллионная агломерация Украины, численность населения которой продолжала медленно, но расти в период после распада СССР. До 2022 года в агломерации этно-языковая сегрегация практически отсутствовала. Агломерация, многие входящие в неё города и поселения, такие, как Буча, Гостомель, Ирпень и Киев тяжело пострадали от военного вторжения России в Украину. Битва за Киев (2022) началась 24 февраля 2022 года когда Россия начала полномасштабное вторжение в Украину и были нанесены ракетные удары по Киеву и городам Киевской агломерации с территории Белоруссии. В ходе Битвы за Киев (2022) и последующих военных действий Киевской агломерации нанесён значительный ущерб, пострадали объекты энергетической инфраструктуры, промышленные предприятия и жилищная застройка, станции метро стали бомбоубежищами, а население столицы и всей Киевской агломерации за 2022-2024 годы сократилось. 13 июля 2023 года решением Киевского городского совета в Киеве был введён мораторий на публичное использование русскоязычного культурного продукта. Несмотря на ракетные атаки в 2022-2024 годы, Киевская агломерация продолжает принимать лидеров многих стран и международных организаций оказывающих военную и гуманитарную помощь.

## История формирования
В 1913 году в Российской империи были четыре агломерации, центрами которых были Санкт-Петербург, Москва, Одесса и Рига. В имперский период Киев не был индустриальным центром, а потому предпосылки к формированию агломерационного ядра вокруг него отсутствовали. Индустриализация 30-х годов XX века, а также столичный статус привели к определённым сдвигам в процессе агломерирования.

## Общие тенденции
Как и Московская агломерация, Киевская демонстрирует вытянутость основной хорды транспортных магистралей в юго-западном направлении (в Москве эта тенденция была закреплена законодательно в виде новых границ города в 2012 году). Рост в северном направлении выражен слабее всего из-за наличия здесь зоны техногенной катастрофы (Чернобыльской АЭС). В постсоветское время привлекательность Киевской агломерации резко снизилась. Так, в Киевской области в 2000-е годы смогли увеличить число жителей всего несколько городов, рост не продемонстрировал ни один район, а некоторые из них потеряли более 10 % своего позднесоветского населения. Особенно сильно приток в агломерацию уменьшился после 2013 года.

## Административно-территориальное деление
С начала XX века Киевская агломерация развивалась как единый экономико-административный организм в пределах Киевской области и города республиканского подчинения Киева, который получил данный статус во второй половине 1940-х годов и сохраняет его по сей день. Таким образом, со второй половины 1940-х годов Киевская агломерация рассечена административной границей на две части: собственно город Киев государственного подчинения Украины и Киевскую область, часть которой входит в состав агломерации. Столица Киевской области при этом находится в Киеве.

## Ассоциация органов местного самоуправления «Киевская агломерация»
Ассоциация органов местного самоуправления «Киевская агломерация» была создана с целью объединения усилий местных советов для решения общих проблем территориальных общин, защиты их прав и интересов, а также создания условий для социально-экономического развития населённых пунктов и эффективного осуществления полномочий местного самоуправления.
В состав Ассоциации органов местного самоуправления «Киевская агломерация» входят:
- Белоцерковский городской совет
- Бориспольский городской совет
- Боярский городской совет
- Броварский городской совет
- Бучанский городской совет
- Васильковский городской совет
- Вишневый городской совет
- Горный сельский совет
- Гостомельский поселковый совет
- Зазимский сельский совет
- Золочевский сельский совет
- Ирпенский городской совет
- Киевский городской совет
- Коцюбинский поселковый совет
- Немешаевский поселковый совет
- Обуховский городской совет
- Пристоличный сельский совет
- Фастовский городской совет

## Состав
- Город республиканского значения:
  - Киев — 2 950 702[20][21] чел.
- Районы:

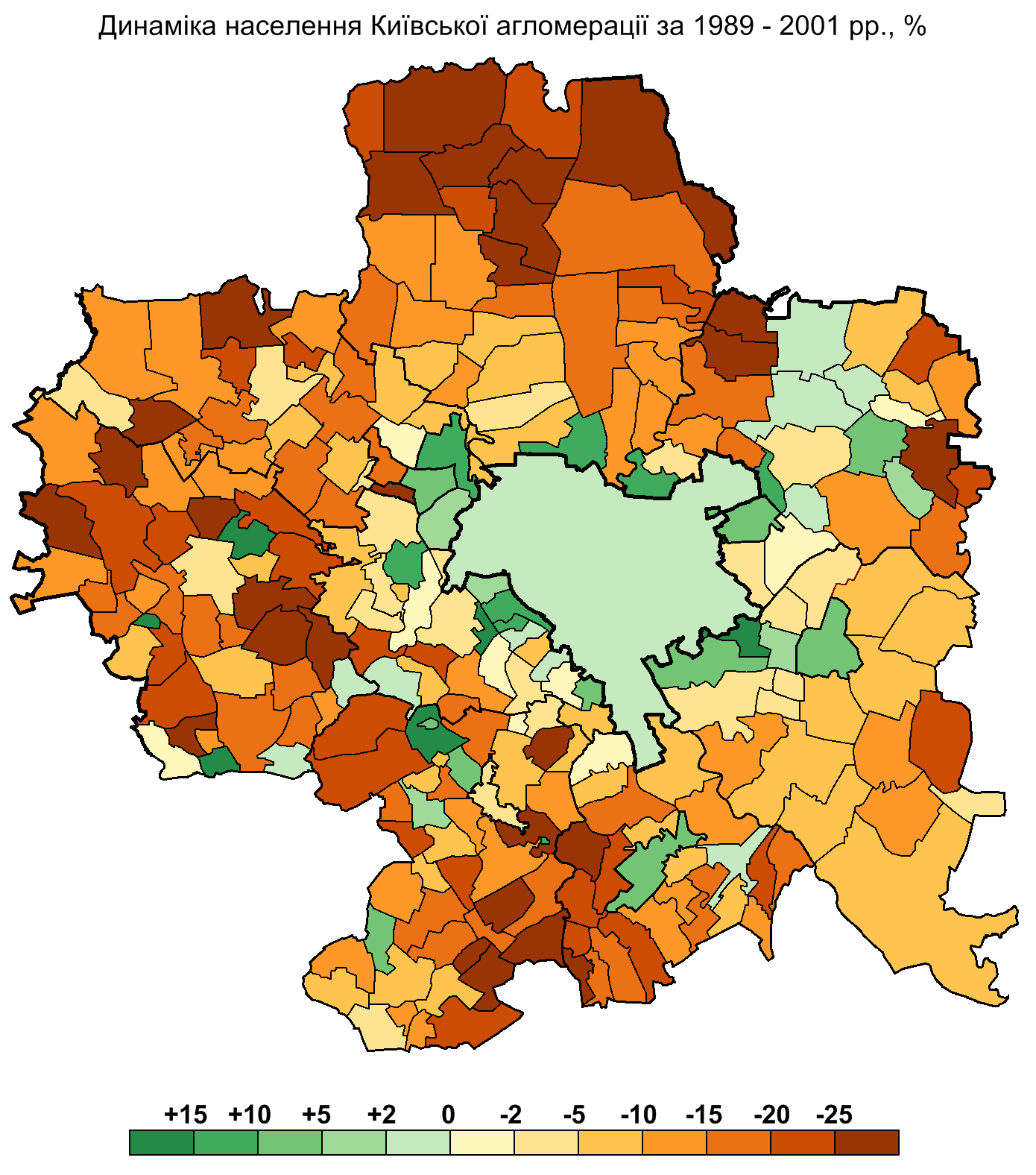
Динамика численности населения Киевской агломерации в период 1989—2001 гг.

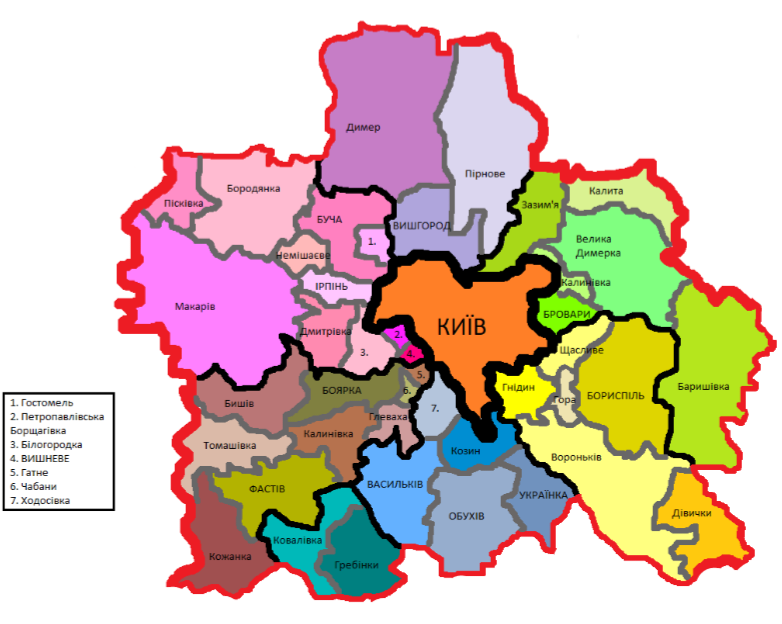
Карта административно-территориального деления Киевской агломерации

  - Бучанский район (полностью) — 375 536[22] чел. Включает города Буча, Ирпень, Вишнёвое, Белогородка.
  - Бориспольский район (частично, а именно Бориспольская городская община и Горская, Девичковская, Вороньковская, Пристоличная, Золочовская сельские общины — 120 046 чел. Включает город Борисполь.
  - Броварский район (частично, а именно Броварская городская община и Барышевская, Великодымерская, Калиновская, Калитянская поселковые общины, а также Зазимская сельская община) — 202 555 чел. Включает город Бровары.
  - Вышгородский район (частично, а именно Вышгородская городская община и Дымерская поселковая, а также Вороньковская, Пристоличная сельские общины) — около 70 078 чел. Включает город Вышгород.
  - Обуховский район (частично, а именно Обуховская, Васильковская, Украинская городские, а также Козинская поселковая и Федосеевская сельская общины — около 128 245 чел. Включает города Обухов, Васильков, Украинка.
  - Фастовский район (полностью) — 184 095[22] чел. Включает города Фастов и Боярка.

Ю. Н. Белоконь (2015) подчёркивает что Киевская агломерация имеет радиальную надобластную структуру и надобластной характер. Для неё характерно формированием групп пригородных поселений. Несколько городов-спутников Киева разрослись настолько, что сформировали вполне самодостаточные миниагломерации. К ним относятся:
- Броварская: г. Бровары, пгт Калиновка, пгт Великая Дымерка — 140 тыс. чел., оценка на 01.10.2014 г.;
- Ирпенская: г. Ирпень, г. Буча, г. Гостомель, пгт Ворзель — 90 тыс. чел.;
- Обуховско-Украинская: г. Обухов, г. Украинка, с. Триполье — 50 тыс. чел.
- Вишнёвская: г. Вишнёвое, с. Крюковщина, с. Святопетровское — 40 тыс. чел.;
- Боярская: г. Боярка, с. Тарасовка, Новое — 40 тыс. чел.[23]

## Экономика

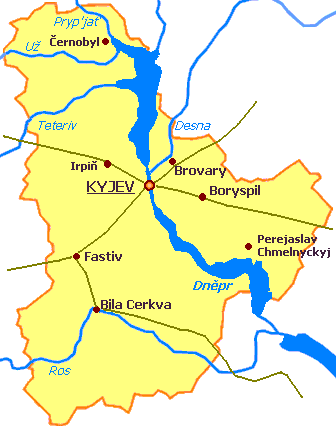
Расположение Киевской агломерации на пересечении нескольких важных железных дорог Киева и области.

С конца XIX века Киев постепенно расширял свою промышленную базу и в советское время стал ядром Киевской промышленной агломерации, которая на пике своего развития в конце 1980-х насчитывала 400 предприятий и выспускала почти 75 % стоимости валовой продукции всей агломерации. Экономическая специализация: машиностроение (в том числе точное, авиационное), лёгкая, химическая, пищевая промышленность, промышленность строительных материалов, транспорт. Киевская агломерация является единственной агломерацией Украины, обнаруживающей признаки глобализации. В агломерации протекают процессы деиндустриализации и терциализации. В 2001—2009 годах доля занятых в сфере услуг выросла с 71,6 % до 81,6 %. Доля занятых в промышленности параллельно упала на 6,6 %. В период становления государственности в городе наиболее активно развивается торговля. До мирового финансово-экономического кризиса, охватившего Украину в 2010 году, одним из наиболее заметных двигателей экономики было также строительство, однако оно постепенно сдало свои позиции. Накануне и после чемпионата 2012 года увеличились вложения в спортивную и выставoчную инфраструктуру.

## Транспорт
По оценкам КГГА ежедневная маятниковая миграция в Киев в 2016 году составляла порядка 300 тысяч человек в день. Большая часть её дают города-соседи (Бровары, Вышгород, Борисполь и другие). Встречный поток из города в область развит слабо из-за относительной малолюдности Киевской области.
При этом на юго-западном, северном и частично южном направлениях, где железнодорожное сообщение не так значительно, важную роль в маятниковых миграциях играет автомобильный транспорт.
Для Киевской агломерации, как и для самого Киева, традиционно характерна диспропорциональная фрагментация между правой и левобережной частями: почти 80 % рабочих мест города расположено на правом берегу, а более 40 % жилья (в том числе и большая часть дешёвого жилья) — на левом. Уже в 1970-е годы в Киеве появился проект создания автономного делового центра для левобережной части агломерации, однако он как и все последующие проекты, так и не был реализован. Поэтому в агломерации достаточно остро строит проблема перемещения населения между двумя берегами, и соответственно проблема недостаточно высокой пропускной способности мостов для имеющегося населения (в Киеве 5 мостов для автомобильного сообщения и 2 — для железнодорожного, ещё 1 мост — в Вышгороде; строительство ключевого Подольско-Воскресенского моста продолжается). Усилились и некоторые диспропорции в транспортной доступности: так из города Бровары добраться быстрее чем из окраинных районов самой столицы. При этом процессы субурбанизации, по крайней мере в западной трактовке этого термина, пока выражены достаточно слабо, поскольку происходит дальнейшее уплотнение и вертикализация центра агломерации. В 2000-е годы блоковая фрагментация советского периода только усиливалась и достигла степени мозаичности.

## Изучение агломерационных процессов
Наиболее значительный вклад в исследование миграционных процессов и их влияния на формирование Киевской агломерации внесли Аль Хамарнех Ала Шафик Атия, С. И. Ищук, Н. Д. Пистун, Г. П. Подгрушный, Г. В. Балабанов, Т. Ю. Мельниченко.